# Бахтизин, Ахтям Мусалимович
Ахтям Мусалимович Бахтизин (тат. Әхтәм Мөсәлим улы Бәхтизин; 21 января 1897, Верхний Аташ, Уфимская губерния — 15 августа 1943, Бережок, Орловская область) — российский военный деятель, участник Первой мировой, Гражданской, Советско-Финляндской и Великой Отечественной войн.

## Биография
Бахтизин Ахтям Мусалимович родился 20 января 1897 года по архивным данным (по др. данным, в 1895 г.), в деревне Верхнее Аташево Белебеевского уезда Уфимской губернии (ныне с. Верхний Аташ Чекмагушевского района Республики Башкортостан) в бедной крестьянской семье.
По национальности — татарин. Согласно документу о награждении — башкир. 
Ахтям летом пас скот, зимой учился в медресе. В пятнадцать лет ушёл на заработки, был коногоном на шахтах в Черемхове под Иркутском. Вечерами нянчил детей хозяина шахты, выполнял мелкую работу по дому. Получил квалификацию забойщика.
Хозяин шахты, приписав ему два года, отправил вместо своего сына в армию. Там он получает офицерское звание. С 1915 года Ахтям служил в лейб-гвардии Семёновском и 304-м пехотном полках на Западном фронте Первой мировой войны.
С 1917 года Бахтизин принимает участие в революционном движении в армии, являясь членом полкового комитета. Был тяжело ранен. Излечившись, получает направление в Уфу, в школу военных инструкторов. Летом 1918-го Ахтям приезжает в родную деревню Верхнее Аташево и организует там партизанский отряд, который осенью влился в войско Александра Чеверева. За освобождение Ижевска Бахтизин и другие партизаны были награждены орденами Красного Знамени(документально это награждение Бахтизина не подтверждено).
Воевал на фронтах Гражданской войны в 247-й стрелковом полку 28-й дивизии под командованием Владимира Азина, ликвидации басмаческих вооруженных формирований в 1921—1922 годах в Средней Азии, в советско-японском вооруженном конфликте 1938 года у озера Хасан, в советско-финляндской войне 1939—1940 годов и Великой Отечественной войны.
В 1922 году он стал слушателем Высшей военной школы в Киеве, затем воевал с басмачами в Узбекистане. В 1930 году окончил Стрелково-тактические курсы усовершенствования командного состава РККА «Выстрел» в Москве. После окончания высших офицерских курсов «Выстрел» Бахтизина назначили командиром учебного батальона Приволжского военного округа.
В 1918—1922 года служил в 247-м, 203-м, 18-м стрелковых полках на Восточном, Южном и Туркестанском фронтах, с 1923 года — в 100-м стрелковом полку в Уфе.
В 1927—1930 и 1931—1933 годах преподавал в Объединённой татаро-башкирской военной школе им. ЦИК Советов Татреспублики в Казани. С 1933 года — командир 107-го отд. стрелкового батальона Благовещенского укреп. района, на 1934 год - командир учебного батальона в 3-м Пензенском стрелковом полку, с 1938 года — помощник командира 169-го стрелкового полка на Дальнем Востоке. Бахтизин принимал активное участие в боях против японцев на озере Хасан.
С августа 1939 года — командир 284-го стрелкового полка в Казани.
В 1939—1940 годах — командир 662-го стрелкового полка 163-й стрелковой дивизии 9-й армии Северо-Западного фронта (с марта 1940 года — Карельский особый военный округ). Был тяжело ранен и уволен в запас.
Будучи полным инвалидом (после ранения у него была полностью удалена пяточная кость), добился оправки на фронт.
С июня 1941 года служил в группе контроля при Ставке Верховного Главнокомандования. В 1943 году после настойчивых просьб он был направлен в действующую армию. С 16.08.1943 по 16.08.1943 (один день) Бахтизин — командир 323-й стрелковой дивизии 11-й армии Брянского фронта. Гвардии полковник Ахтям Мусалимович Бахтизин был представлен к званию генерала, ждал со дня на день его присвоения, но погиб.
Погиб 15 августа 1943 года близ села Бережок Карачевского района Орловской (ныне Брянской области). Машина Бахтизина сбилась с дороги и случайно подорвалась на немецкой мине. В автомобиле находились пятеро человек: четверо уцелели, погиб только Бахтизин.
Похоронен в братской могиле на городском кладбище Карачева. Узнав о гибели отца, старший сын Бахтизина Владилен в 17 лет ушёл добровольцем на фронт.

## Награды
Награждён Георгиевскими крестами 1-й, 2-й, 3-й и 4-й степени(???, документального подтверждения не найдено)
Ордена Красного Знамени (1918 (???, подтверждения документами не имеется), 1940)
Медаль "20 лет РККА"
Орден Отечественной войны 1-й степени (1943, посмертно).

## Семья
Жена Бахтизина А. М. Фатима Саяховна была из огромной семьи в 12 детей. Вместе они прожили 17 лет. Дочь — Луиза Ахтямовна, Бахтизина, 2 сына: Владилен и Герц, внучка Гузель Герцевна, правнучка Алсу.

## Память
Бахтизину Ахтяму Мусалимовичу установлены памятники: в селе Верхем Аташе скульптор Зульфат Басыров и в г. Карачеве.
В г. Карачев на гвардейской стене освободителям города — портрет комдива Бахтизина А. М.
Мемориальная доска установлена на здании школы имени Горького г. Карачева.
Бахтизину А. М. посвящена песня композитора М.Гиляжева на слова В.Казыханова.
Именем Бахтизина названа улица в Советском районе Казани, он — почетный гражданин города Карачева.
В школе имени Горького в Карачеве открыли «Парту Героя» в память о Ахтяме Бахтизине